# K-pop Selection
K-POP SELECTION – pierwszy japoński album kompilacyjny BoA, wydany 3 marca 2004 roku przez Avex Trax. Osiągnął 13 pozycję w rankingu Oricon Album Chart i pozostał na liście przez 7 tygodni.

## Lista utworów
| CD  | CD                           | CD      |
| Nr  | Tytuł utworu                 | Długość |
| --- | ---------------------------- | ------- |
| 1.  | „NO. 1”                      | 3:12    |
| 2.  | „Milky way”                  | 3:19    |
| 3.  | „Listen to my Heart”         | 3:57    |
| 4.  | „Time to Begin”              | 3:36    |
| 5.  | „ID; Peace B”                | 3:58    |
| 6.  | „My Sweetie”                 | 3:37    |
| 7.  | „Day”                        | 4:13    |
| 8.  | „Don't start now”            | 3:43    |
| 9.  | „Atlantis Princess”          | 3:44    |
| 10. | „Realize (stay with me)”     | 4:17    |
| 11. | „SARA”                       | 3:53    |
| 12. | „Where are you”              | 3:47    |
| 13. | „Come to Me”                 | 3:35    |
| 14. | „waiting...”                 | 4:17    |
| 15. | „The Lights Of Seoul”        | 4:26    |
| 16. | „Amazing Kiss” (Korean Ver.) | 4:29    |
| 17. | „Jewel Song” (Korean Ver.)   | 5:22    |

| DVD | DVD                               | DVD     |
| Nr  | Tytuł utworu                      | Długość |
| --- | --------------------------------- | ------- |
| 1.  | „NO. 1” (Music Video)             |         |
| 2.  | „Atlantis Princess” (Music Video) |         |
| 3.  | „Milky way” (Music Video)         |         |

## Notowania
| Lista                     | Pozycja |
| ------------------------- | ------- |
| Oricon Weekly Album Chart | 13      |